# Aeroportul Bunbury
Aeroportul Bunbury (IATA: BUY, ICAO: YBUN) este un aeroport din Australia de Vest, Australia.
Situat la o altitudine de 16 m, aeroportul dispune de o singură pistă. Este operat de City of Bunbury⁠(d).